# 대한민국 형법 제140조의2
대한민국 형법 제140조의2는 부동산강제집행효용침해에 관한 형법 각칙의 조문이다.

## 조문
제140조의2 【부동산강제집행효용침해】
강제집행으로 명도 또는 인도된 부동산에 침입하거나 기타 방법으로 강제집행의 효용을 해한 자는
5년 이하의 징역 또는 700만원 이하의 벌금에 처한다.